# Liste der denkmalgeschützten Objekte in Sommerein
Die Liste der denkmalgeschützten Objekte in Sommerein enthält die 23 denkmalgeschützten, unbeweglichen Objekte der Gemeinde Sommerein.

## Denkmäler
| Foto |                 | Denkmal                                                                                          | Standort                                                  | Beschreibung | Metadaten |
| ---- | --------------- | ------------------------------------------------------------------------------------------------ | --------------------------------------------------------- | --- | --- |
| ja   | Datei hochladen | Figurenbildstock, hl. Florian HERIS-ID: 15649 Objekt-ID: 11895                                   | südlich Dorfbrunn 26 Standort KG: Sommerein               | Statue hl. Florian auf Säule, 2. Viertel des 18. Jahrhunderts | BDA-Hist.: Q37790715 Status: § 2a Stand der BDA-Liste: 2025-06-30 Name: Figurenbildstock, hl. Florian GstNr.: 158/1                                          |
| ja   | Datei hochladen | Wohnhaus, ehem. Kapelle hll. Cosmas und Damian HERIS-ID: 15642 Objekt-ID: 11888                  | Hauptstraße 61 Standort KG: Sommerein                     | Giebelständiger Bau mit Satteldach, das Rundbogenportal nennt 1680, 1962–1997 Wohnhaus der Bildhauerin Maria Biljan-Bilger, hofseitig wurde die Maria Biljan-Bilger Ausstellungshalle Sommerein errichtet.                                                   | BDA-Hist.: Q37790593 Status: Bescheid Stand der BDA-Liste: 2025-06-30 Name: Wohnhaus, ehem. Kapelle hll. Cosmas und Damian GstNr.: 510                       |
| ja   | Datei hochladen | Kath. Pfarrkirche Maria Heimsuchung HERIS-ID: 15539 Objekt-ID: 11784                             | bei Kirchenplatz 1 Standort KG: Sommerein                 | Pfarre vermutlich 14./15. Jahrhundert, 1565 Kirche urkundlich in Bau befindlich, Saalkirche mit eingezogenem Chor und vorgestelltem Südturm, im Wesentlichen frühbarock (1659) über mittelalterlichem Vorgängerbau (1993/94 bei Restaurierung ergraben)      | BDA-Hist.: Q37788171 Status: § 2a Stand der BDA-Liste: 2025-06-30 Name: Kath. Pfarrkirche Maria Heimsuchung GstNr.: 300 Pfarrkirche Sommerein                |
| ja   | Datei hochladen | Pfarrhof HERIS-ID: 15645 Objekt-ID: 11891                                                        | Kirchenplatz 1 (Pfarramt) Standort KG: Sommerein          | Zweigeschoßiges kubisches Mittelflurhaus, Ende des 18. Jahrhunderts mit zeltförmigem Walmdach | BDA-Hist.: Q37790665 Status: § 2a Stand der BDA-Liste: 2025-06-30 Name: Pfarrhof GstNr.: 299                                                                 |
| ja   | Datei hochladen | Kriegerdenkmal HERIS-ID: 15538 Objekt-ID: 11782                                                  | bei Kirchenplatz 1 Standort KG: Sommerein                 | Um 1920, adlerbekrönter Granitobelisk über Natursteinhügel, bezeichnet 1914–1918, lebensgroße Soldatenfigur | BDA-Hist.: Q37788164 Status: § 2a Stand der BDA-Liste: 2025-06-30 Name: Kriegerdenkmal GstNr.: 300                                                           |
| ja   | Datei hochladen | Maria-Biljan-Bilger-Brunnen HERIS-ID: 22435 Objekt-ID: 18768                                     | Kirchenplatz 1 Standort KG: Sommerein                     | Brunnen der Bildhauerin Maria Bilger-Biljan. | BDA-Hist.: Q37869462 Status: § 2a Stand der BDA-Liste: 2025-06-30 Name: Maria-Biljan-Bilger-Brunnen GstNr.: 158/2                                            |
| ja   | Datei hochladen | Dreifaltigkeitssäule HERIS-ID: 32072 Objekt-ID: 29127                                            | Kirchenplatz 1 Standort KG: Sommerein                     | Die Dreifaltigkeitssäule am Kirchenplatz stammt aus dem Jahr 1723, sie trägt ein Meisterzeichen von Elias Hügel. | BDA-Hist.: Q37946051 Status: Bescheid Stand der BDA-Liste: 2025-06-30 Name: Dreifaltigkeitssäule GstNr.: 158/2                                               |
| ja   | Datei hochladen | Bildstock, Passionspfeiler HERIS-ID: 15641 Objekt-ID: 11887                                      | Kirchenplatz 4 Standort KG: Sommerein                     | Sockel mit Inschrift 1653, 12 Reliefs Passionsszenen | BDA-Hist.: Q37790565 Status: § 2a Stand der BDA-Liste: 2025-06-30 Name: Bildstock, Passionspfeiler GstNr.: 159                                               |
| ja   | Datei hochladen | Friedhofsportal HERIS-ID: 15644 Objekt-ID: 11890                                                 | gegenüber Kirchenplatz 4 Standort KG: Sommerein           | Bezeichnet 1775, Schmiedeeisentor in neobarocken Formen, als Aufsatz barocker Grabstein | BDA-Hist.: Q37790643 Status: § 2a Stand der BDA-Liste: 2025-06-30 Name: Friedhofsportal GstNr.: 106                                                          |
| ja   | Datei hochladen | Bildstock, Friedhofskreuz HERIS-ID: 15643 Objekt-ID: 11889                                       | bei Krautgarten 2, am Ortsfriedhof Standort KG: Sommerein | Pfeiler mit Passfelddekor auf Unterbau mit profiliertem Sockel um Mitte des 18. Jahrhunderts, Kartuschenaufsatz mit Kreuz (ehemaliger Grabstein) | BDA-Hist.: Q37790617 Status: § 2a Stand der BDA-Liste: 2025-06-30 Name: Bildstock, Friedhofskreuz GstNr.: 106                                                |
| ja   | Datei hochladen | Neolithische Kreisgrabenanlage HERIS-ID: 112136 Objekt-ID: 130190seit 2013                       | Rosenhotterberg Standort KG: Sommerein                    | Neolithische Kreisgrabenanlage | BDA-Hist.: Q37828722 Status: Bescheid Stand der BDA-Liste: 2025-06-30 Name: Neolithische Kreisgrabenanlage GstNr.: 5291                                      |
| ja   | Datei hochladen | Neolithische Kreisgrabenanlage Draxlergraben HERIS-ID: 113362seit 2024                           | Standort KG: Sommerein                                    | Neolithische Kreisgrabenanlage | BDA-Hist.: Q126122341 Status: Bescheid Stand der BDA-Liste: 2025-06-30 Name: Neolithische Kreisgrabenanlage Draxlergraben GstNr.: 5388/1                     |
| ja   | Datei hochladen | Wohnhaus, Hampel-Haus HERIS-ID: 15647 Objekt-ID: 11893                                           | Schloßstraße 21 Standort KG: Sommerein                    | Zweigeschoßige hakenförmige Anlage aus dem Ende des 16. Jahrhunderts, rekonstruierend erneuert unter Verwendung von Resten der 1565 erbauten Wenzelskirche.                                                                                                  | BDA-Hist.: Q37790695 Status: Bescheid Stand der BDA-Liste: 2025-06-30 Name: Wohnhaus, Hampel-Haus GstNr.: 374                                                |
| ja   | Datei hochladen | Bildstock, Passionsmarterl HERIS-ID: 15648 Objekt-ID: 11894                                      | südlich Schloßstraße 21 Standort KG: Sommerein            | Tabernakelpfeiler mit Steinkreuzaufsatz, quadratisch reliefierter Schaft und Aufsatz, 18. Jahrhundert (?) | BDA-Hist.: Q37790705 Status: Bescheid Stand der BDA-Liste: 2025-06-30 Name: Bildstock, Passionsmarterl GstNr.: 376                                           |
| ja   | Datei hochladen | Figurenbildstock, hl. Antonius von Padua (eigentlich hl. Josef) HERIS-ID: 15646 Objekt-ID: 11892 | südlich Schloßstraße 21 Standort KG: Sommerein            | Statue hl. Josef auf toskanischer Säule, bezeichnet 1723 | BDA-Hist.: Q37790686 Status: § 2a Stand der BDA-Liste: 2025-06-30 Name: Figurenbildstock, hl. Antonius von Padua (eigentlich hl. Josef) GstNr.: 376          |
| ja   | Datei hochladen | Schloss HERIS-ID: 15540 Objekt-ID: 11785                                                         | Schloßstraße 23 Standort KG: Sommerein                    | Um 1720 unter Gräfin Maria Fuchs angelegte barocke Anlage, ehemals mit nach Osten angeschlossenen Wirtschaftstrakten, 1958–1960 Neubau des Nordtrakts, um 1985 Erweiterung nach Osten durch Wohnhausanlage, seit 1833 in Besitz der Gemeinde und Gemeindeamt | BDA-Hist.: Q37788173 Status: § 2a Stand der BDA-Liste: 2025-06-30 Name: Schloss GstNr.: 284/5 Schloss Sommerein                                              |
| ja   | Datei hochladen | Bildstock HERIS-ID: 15650 Objekt-ID: 11896                                                       | Schüttberg 15, östlich Standort KG: Sommerein             | Tabernakelpfeiler mit Zwiebelhaube, 18. Jahrhundert | BDA-Hist.: Q37790736 Status: § 2a Stand der BDA-Liste: 2025-06-30 Name: Bildstock GstNr.: 597/2                                                              |
| ja   | Datei hochladen | Bäuerliches Anwesen HERIS-ID: 205537seit 2022                                                    | Steinbruchgasse 13 Standort KG: Sommerein                 | | BDA-Hist.: Q112877001 Status: Bescheid Stand der BDA-Liste: 2025-06-30 Name: Bäuerliches Anwesen GstNr.: 451, 450                                            |
| ja   | Datei hochladen | Bildstock, Stitz-Kreuz HERIS-ID: 15651 Objekt-ID: 11897                                          | gegenüber Steinbruchgasse 13 Standort KG: Sommerein       | Inschriftpfeiler bezeichnet 1721 mit Kreuzaufsatz | BDA-Hist.: Q37790746 Status: Bescheid Stand der BDA-Liste: 2025-06-30 Name: Bildstock, Stitz-Kreuz GstNr.: 485/2                                             |
| ja   | Datei hochladen | Dreifaltigkeitssäule HERIS-ID: 32073 Objekt-ID: 29128                                            | vor Trautmannsdorfer Straße 9 Standort KG: Sommerein      | Inschrift 1696 Christoph und Maria Pinder | BDA-Hist.: Q37946060 Status: Bescheid Stand der BDA-Liste: 2025-06-30 Name: Dreifaltigkeitssäule GstNr.: 158/3                                               |
| ja   | Datei hochladen | Römische Villa Ungarische Äcker HERIS-ID: 16174 Objekt-ID: 12431                                 | Ungarische Äcker Standort KG: Sommerein                   | | BDA-Hist.: Q37809326 Status: Bescheid Stand der BDA-Liste: 2025-06-30 Name: Römische Villa Ungarische Äcker GstNr.: 6459, 6432, 6464, 6463, 6461, 6460, 6462 |
| ja   | Datei hochladen | Figurenbildstock, Pietà HERIS-ID: 32076 Objekt-ID: 29131                                         | Standort KG: Sommerein                                    | Zweistufiger Unterbau und 1743 bezeichnete Säule | BDA-Hist.: Q37946083 Status: Bescheid Stand der BDA-Liste: 2025-06-30 Name: Figurenbildstock, Pietà GstNr.: 6362                                             |
| ja   | Datei hochladen | Römische Villa Sommerein HERIS-ID: 112721 Objekt-ID: 130934seit 2021                             | Sportplatzweg 17 (Klubräume), bei Standort KG: Sommerein  | | BDA-Hist.: Q105672567 Status: Bescheid Stand der BDA-Liste: 2025-06-30 Name: Römische Villa Sommerein GstNr.: 78, 79/2                                       |